# San Francisco Tlapancingo (kommun)
San Francisco Tlapancingo är en kommun i Mexiko.   Den ligger i delstaten Oaxaca, i den sydöstra delen av landet, 230 km söder om huvudstaden Mexico City.
Följande samhällen finns i San Francisco Tlapancingo:
- San Francisco Tlapancingo
- San Marcos Natividad
- Barrio del Carmen